# Marius van Avenches
Marius Aventicensis, beter bekend als Marius van Avenches (532 – 31 december 596) was de bisschop van Aventicum (tegenwoordig Avenches ) omstreeks 574. Hij is bekend geworden vanweg zijn kroniek die hij schreef tijdens zijn leven. Na zijn dood in Lausanne werd hij in die stad als heilige vereerd en zijn feestdag gevierd op 9 of 12 februari.

## Leven
Er is weinig over zijn leven bekend, afgezien van zijn kroniek, is er ook nog een inscriptie op zijn graf in de kerk van Saint Thyrsus in Lausanne Hij kwam uit een vooraanstaande, Gallo-Romeinse familie. In 574 werd hij benoemd tot bisschop van Aventicum. Hij nam deel aan het Tweede Concilie van Mâcon in 585, en kort daarna verplaatste hij zijn bisschopszetel van Aventicum, dat snel in verval raakte, naar Lausanne.
Zijn metrische grafinscriptie van onbekende datum, gepubliceerd in Gallia Christiana, geeft hem weer als de ideale bisschop; die als een bekwame goudsmid de heilige liturgische vaten met zijn eigen handen maakte; beschermer en weldoener was van de armen en die zijn eigen land ploegden; als man van gebed en als geleerde. In 587 wijdde hij een eigen kerk in die op zijn kosten was gebouwd op zijn eigen grond in Paterniacum (Payerne). De kerk van Saint Thyrsus werd al vroeg opnieuw ingewijd aan Saint Marius.

## Kroniek schrijver
De kroniek die van zijn hand verscheen is een korte voortzetting van de Chronicon Imperiale waarvan gewoonlijk wordt gezegd dat het de kroniek van Prosper van Aquitaine is. Marius beschouwde zichzelf als een Romein en dateerde de jaren aan de hand de consuls en de keizers van het Oost-Romeinse rijk. Het beslaat de jaren 455 tot 581, en is een waardevolle bron voor de Bourgondische en Frankische geschiedenis, vooral voor de tweede helft van de 6e eeuw, "en dient om de vooringenomenheid van Gregorius van Tours tegen de Arianen van Bourgondië te corrigeren" Marius is de eerste die de term variola (pokken) gebruikte om een epidemie te beschrijven die Gallië en Italië in 570 trof
De kroniek is regelmatig gepubliceerd: eerst door Pierre-François Chifflet in André Duchesne 's Historiæ Francorum Scriptores, I (1636), 210–214; opnieuw door Migne in Patrologia Latina, LXXII, 793-802; door Theodor Mommsen in Monumenta Germaniae Historica, Auctores antiqui, XI (1893), 232–239; en door Justin Favrod met een Franse vertaling, La chronique de Marius d'Avenches (455-581) (Lausanne 1991).

## Notities
1. ↑  the inscription is published in Monumenta Germ. Scriptores, XXIV, 795.
2. ↑  Henry Wace, A dictionary of Christian biography, literature, sects and doctrines.
3. ↑  J-F Saluzzo, La variole, PUF, coll. "Que sais-je?" (no 3690), 2004 ISBN 2-13-053409-0, p. 16.

## Verder lezen
- Justin Favrod, "Les sources et la chronologie de Marius d'Avenches", Francia 17 (1990), pp. 1-22.